# Bertil Berg (skulptör)
Stig Bertil Berg, född 11 mars 1935 i Örgryte församling i Göteborg, död 9 september 2010 i Lindome församling i Västra Götalands län, var en svensk skulptör och målare.
Berg studerade vid konstindustriskolan i Göteborg och vid Valands målarskola. Bland hans offentliga arbeten märks utsmyckningen vid Nya Gymnasiet i Varberg. Hans konst består av ett måleri som anknyter till science fiction och skulpturer i udda material som plexiglas. Berg är representerad vid  Moderna Museet, Göteborgs konstmuseum, Hallands museum och Norrköpings konstmuseum.